# Skoglar-Toste

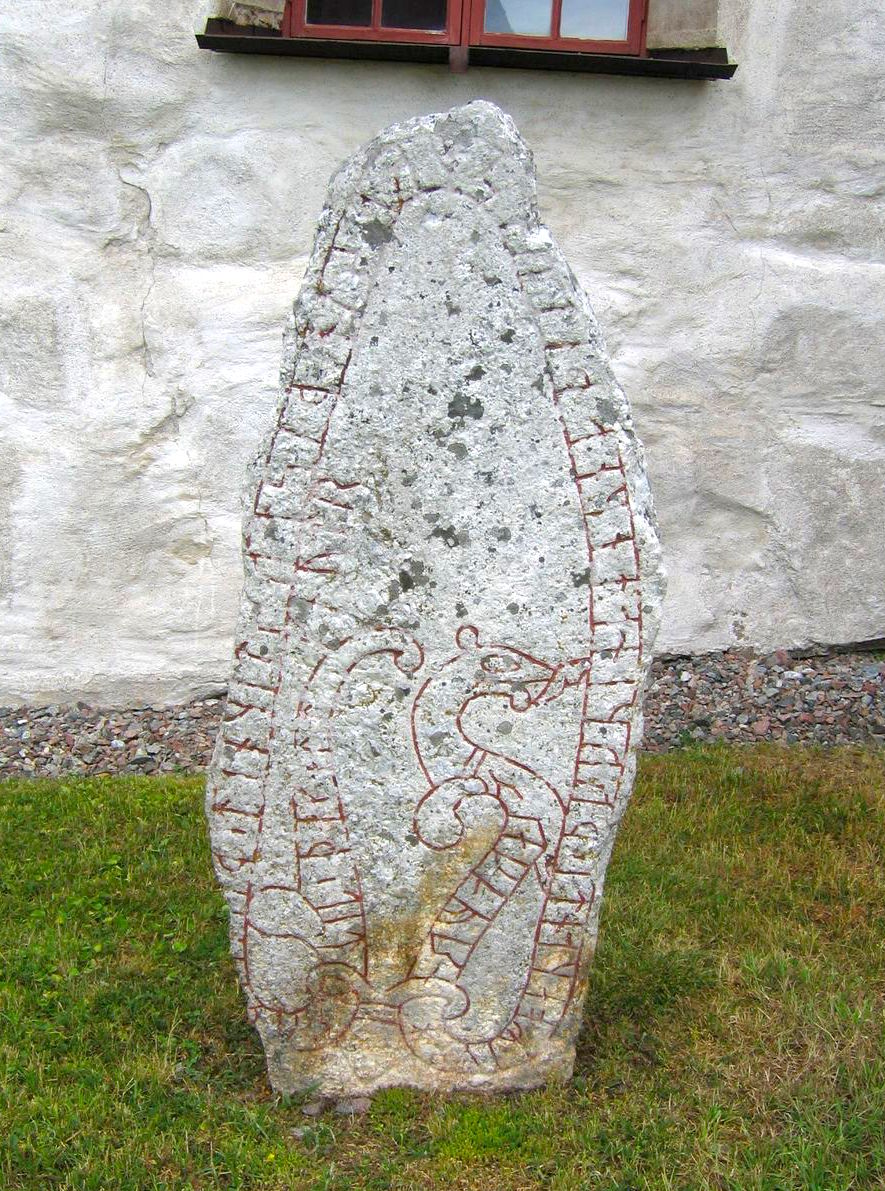
Orkestastenen

Skoglar-Toste eller Sköguls-Toste var, enligt Snorre Sturlasson, en svensk storman och vikingahövding under 900-talet med gods i Västergötland och Värmland. Skögul betyder "kamp", "strid". Skoglar-Toste påstås ha varit far till jarlen Ulf Tostesson och till Sigrid Storråda.

## Runsten?
Skoglar-Toste kan vara identisk med den Toste som ledde ett vikingatåg till England omkring år 970, där det tog tegngäld, och är omnämnd på Orkestastenen (U 344): 
in ulfr hafiR onklati ' þru kialtakat þit uas fursta þis tusti ka - t ' þa - - - - þurktil ' þa kalt knutr
Uttytt: 
"Men Ulf har i England tagit tre gälder. Den första, som Toste gäldade. Sedan gäldade Torkel. Sedan gäldade Knut".